# 불안의 최전방
"불안의 최전방"(Anxiety Front)은 한국에서 제작된 정미나 감독의 2009년 영화이다. 정지연 등이 주연으로 출연하였다.

## 출연

### 주연
- 정지연
- 백현철
- 유하복
- 신문영

## 기타
- 제작부: 김건
- 제작부: 김진영
- 제작부: 김새노
- 촬영부: 권민철
- 촬영부: 김선숙
- 조명: 김재우
- 조명부: 차택균
- 조명부: 조영상
- 조연출: 유지수
- 연출부: 이용감
- 연출부: 한근호
- 동시녹음: 김율수
- 음향: 채은혜
- 분장: 김옥희
- 붐맨: 이혁
- 붐맨: 권혁찬
- 붐맨: 김형열